# بترا هادن
بترا هادن (بالإنجليزية: Petra Haden)‏ هي عازفة كمان ومغنية أمريكية، ولدت في 11 أكتوبر 1971 في نيويورك في الولايات المتحدة.

## وصلات خارجية
- الموقع الرسمي
- بترا هادن على موقع IMDb (الإنجليزية)
- بترا هادن على موقع ميوزك برينز (الإنجليزية)
- بترا هادن على موقع إن إن دي بي (الإنجليزية)
- بترا هادن على موقع أول ميوزيك (الإنجليزية)
- بترا هادن على موقع ديسكوغز (الإنجليزية)